# Purcell (krater)
Purcell är en nedslagskrater på planeten Merkurius, med en diameter på ungefär 87 kilometer.
1979 uppkallades den efter den brittiske kompositören Henry Purcell.